# ثقلان
الثقلان هو اصطلاح عربي يشير إلى الإنس والجن. ورد ذِكره في القرآن في سورة الرحمن:
﴿سَنَفْرُغُ لَكُمْ أَيُّهَ الثَّقَلَانِ ۝٣١﴾